# Rose Funeral
Rose Funeral ist eine 2005 gegründete Deathcore-Band aus Cincinnati, Ohio.

## Geschichte
Rose Funeral wurde im Jahr 2005 in Cincinnati im US-Bundesstaat Ohio gegründet. Bereits im März des Jahres 2006 veröffentlichte die Band ihre Demo-CD Buried Beneath the Blood. Bereits im August des gleichen Jahres folgte die Veröffentlichung der EP Crucify.Kill.Rot, wodurch die Gruppe erstmals das Interesse diverser Underground-Plattenfirmen an sich zog.
Nach der Unterschrift bei Siege of Amida Records wurde die EP mit zwei zusätzlichen Liedern sowie neuem Cover auf professioneller Ebene neu aufgelegt. Es folgten Konzertreisen durch die Vereinigten Staaten und Kanada unter anderem mit The Black Dahlia Murder, The Faceless, Unearth, Walls of Jericho und Becoming the Archetype.
Durch den stetig wachsenden Bekanntheitsgrad wurde Metal Blade Records auf die Band aufmerksam und nahm diese schließlich unter Vertrag. Über Metal Blade erschien das Debütalbum The Resting Sonata. Kurz nach der Veröffentlichung des Albums wechselte die Gruppe die komplette Besetzung aus, sodass diese von fünf auf drei Musiker reduziert wurde. So übernahm Gitarrist Ryan Gardner zusätzlich den Posten des Sängers, während er vom Bassisten Julian Kersey und dem Leadgitarristen Kevin Snook unterstützt wird. Für das 2011 veröffentlichte Album Gates of Punishment holte das Trio den Schlagzeuger Dusty Boles ins Boot, welcher allerdings nach Veröffentlichung des Albums wieder ausstieg.

## Stil
Rose Funeral spielen auf den ersten Veröffentlichungen den klassischen Deathcore, welcher besonders auf den Einsatz von Breakdowns ausgelegt war. Mit dem Album Gates of Punishment wendete sich die Gruppe dem Death Metal zu und der Einsatz von Breakdowns wurde zurückgefahren. So ist die Musik mit Anleihen des Black Metal bestückt und vergleichbar mit Hate Eternal den mittelalten Morbid Angel oder auch The Black Dahlia Murder. Dennoch hatte die Gruppe den Ruf eines Suicide-Silence- bzw. Whitechapel-Klons inne. Die melodischen Liedpassagen erinnern zudem an den Death Metal der Göteborger Schule.

## Diskografie
- 2006: Buried Beneath the Blood (Demo)
- 2006: Crucify.Kill.Rot (EP, Eigenproduktion, unter Siege of Amida Records neu aufgelegt)
- 2009: The Resting Sonata (Album, Metal Blade Records)
- 2011: Gates of Punishment (Album, Metal Blade Records)

## Weitere Projekte
Viele ehemalige Musiker, die bei Rose Funeral aktiv waren, haben sich mittlerweile anderen Bands angeschlossen, welche entweder in der gleichen Musikrichtung oder im Metal- bzw. Post-Hardcore aktiv sind.
Der ehemalige Bassist Brian Varney schloss sich der symphonisch klingenden Black-Metal-Band The Breathing Process an, die allerdings 2013 aufgelöst wurde. Devin Shidaker spielte zwischen 2010 und 2013 als Gitarrist in der Deathcore-Band Oceano. Ryan Neff wurde Bassist in der Band Miss May I und Dusty Boles spielte Schlagzeug in der inzwischen aufgelösten Post-Hardcore-Band Make Me Famous aus der Ukraine. Derzeit spielt er Schlagzeug gemeinsam mit dem ehemaligen Carnifex-Gitarristen Jake Anderson in der Band Her Demise My Rise, die bei Uprising Records unter Vertrag stehen.